# Povina
Povina este o comună slovacă, aflată în districtul Kysucké Nové Mesto din regiunea Žilina. Localitatea se află la altitudinea de 367 m deasupra n.m., se întinde pe o suprafață de 19,13 km2 și în 2017 număra 1.171 de locuitori.

## Istoric
Localitatea Povina este atestată documentar din 1438.

## Demografie
| An:                | 1994 | 2004   | 2014   | 2024   |
| ------------------ | ---- | ------ | ------ | ------ |
| Număr de persoane: | 1113 | 1123   | 1147   | 1149   |
| Diferență:         |      | +0,89% | +2,13% | +0,17% |

| An:                | 2023 | 2024   |
| ------------------ | ---- | ------ |
| Număr de persoane: | 1146 | 1149   |
| Diferență:         |      | +0,26% |